# Mohamed Cheraïtia
Mohamed Cheraïtia (en arabe : محمد شرايطية) est un footballeur algérien né le 14 février 1982 à Alger. Il évoluait au poste d'avant centre.

## Biographie
Mohamed Cheraïtia évoluait en première division algérienne avec les clubs de l'USM Alger, du NA Hussein Dey, du CR Belouizdad, puis au MC El Eulma et enfin au MC Saïda.

## Palmarès
| USM Alger - Championnat d'Algérie (1) : - Champion : 2002-03. - Coupe d'Algérie (2) : - Vainqueur : 2002-03 et 2003-04. |  | MC El Eulma - Championnat d'Algérie D2 (1) : - Champion : 2007-08. |